# Adolf Heeb
Adolf Heeb (* 11. Juli 1940 in Ruggell) ist ein ehemaliger liechtensteinischer Radrennfahrer und Politiker der Vaterländischen Union (VU).

## Biografie

### Ausbildung und Beruf
Heeb wuchs zusammen mit zwei Brüdern und zwei Schwestern in Ruggell auf. Er besuchte die Volksschule und die Realschule. 1956 begann er eine Lehre als Maschinenzeichner bei Hoval, die er 1960 abschloss. Neben seiner Arbeit für Hoval besuchte er die ETH Zürich, wo er sich in Thermodynamik weiterbildete, und machte eine kaufmännische Ausbildung. Im weiteren Verlauf seiner Karriere wurde er Prüfstandsleiter im Bereich Labortechnik. 1982 übernahm Heeb die technische Leitung der Entwicklungsabteilung von Hoval.
Von 1981 bis 1985 war er Mitglied im Zweiten Senat des Obergerichtes. 1985 wurde er Mitglied im Verwaltungsrat der Liechtensteinischen Gasversorgung.
Heeb ist seit 1965 verheiratet. Aus der Ehe gingen eine Tochter und ein Sohn hervor.

### Sportliche Karriere
Mit dem aktiven Radsport begann Adolf Heeb 1958. Bei den Olympischen Sommerspielen 1960 in Rom gehörte Heeb neben zwei Sportschützen und zwei Leichtathleten der aus 5 Athleten bestehenden liechtensteinischen Delegation an. Dort nahm er am Strassenrennen teil, konnte den Wettbewerb jedoch nicht beenden. Bei der Österreich-Rundfahrt 1961 wurde er Etappensieger und Goldtrikotträger. 1962 nahm er an der Tour de l’Avenir teil, wurde dreifacher Etappensieger und war Bester Bergfahrer. Bei den ebenfalls 1962 stattfindenden UCI-Strassen-Weltmeisterschaften belegte er den 15. Platz, des Weiteren siegte er in der Meisterschaft von Zürich für Amateure. 1963 nahm er an der Tour de Suisse teil. 1964 erfolgte eine erneute Teilnahme an der Tour de l’Avenir. Ende der Saison 1964 beendete der seit 1958 aktive Heeb überraschend seine sportliche Karriere. Während seiner Karriere erzielte er insgesamt 75 Siege.
Von 1979 bis 1988 fungierte er als Präsident des Liechtensteiner Radfahrerverbandes.

### Politische Aktivitäten
Politisch betätigte sich Heeb in der VU. Als Mitte der 1960er Jahre mit der Jugendunion (JU) eine Jugendorganisation der Partei gegründet wurde, wurde Heeb, der eines der Gründungsmitglieder war, 1967 der erste Präsident der JU. Dieses Amt hatte er bis 1973 inne. Von 1974 bis 1978 sass er für die VU als stellvertretender Abgeordneter im Landtag des Fürstentums Liechtenstein. Nach dem schlechten Abschneiden der VU bei den Landtagswahlen 2005 trat Parteipräsident Heinz Frommelt von seinem Amt zurück und Heeb wurde zu seinem Nachfolger gewählt. Während seiner Präsidentschaft kam es unter anderem zu einer Erneuerung der Jugendunion. Auf dem Parteitag der VU am 26. September 2011 in Balzers wurde Jakob Büchel zu seinem Nachfolger gewählt.

## Auszeichnungen
Am 2. Dezember 2005 erhielt Heeb, neben Roman Hermann, das Goldene Lorbeerblatt der Regierung für besondere Verdienste um den Sport in Liechtenstein verliehen. Für seine Verdienste um das Land Liechtenstein verlieh ihm Fürst Hans-Adam II. am 2. Dezember 2011 das Komturkreuz des Fürstlich Liechtensteinischen Verdienstordens.